# فرانك جوردن (سياسي)
فرانك جوردن (بالإنجليزية: Frank Jordan)‏ هو سياسي أمريكي، ولد في 20 فبراير 1935 في سان فرانسيسكو في الولايات المتحدة. حزبياً، نشط في الحزب الديمقراطي. وقد انتخب عمدة سان فرانسيسكو.